# Tirirín
Tirirín (en árabe: تريرين‎, en francés: Tirine) es una localidad marroquí perteneciente al municipio de Tagsut, en la región de Tánger-Tetuán-Alhucemas. Desde 1912 hasta 1956 perteneció a la zona norte del Protectorado español de Marruecos.